# انتخابات مجلس شورای ملی (۱۳۱۴)
انتخابات مجلس دهم ایران در سال ۱۳۱۴ برگزار شد. این مجلس در ۱۵ خرداد ماه گشوده شد.